# Biscarrosse
Biscarrosse [biskaʁɔs] (okzitanisch Biscarròssa) ist eine französische Gemeinde mit 15.412 Einwohnern (Stand 1. Januar 2022) im Département Landes in der Region Nouvelle-Aquitaine.  Die Kleinstadt liegt etwa 80 Kilometer südwestlich von Bordeaux im Pays de Born in der Gascogne. Sie gliedert sich in die Ortsteile Biscarrosse Bourg (Ville), Biscarrosse Lac und Biscarrosse Plage.

## Geschichte
Seit Beginn der Fliegerei waren die Gewässer um Biscarrosse Stützpunkt von Wasserflugzeugen. Die in Toulouse ansässige Flugzeugfirma Latécoère betrieb am Nordrand des südlichen Sees eine Endmontagehalle für ihr Flugboot vom Typ Latécoère 631. Die in ihre Hauptsektionen zerlegten Flugboote wurden mittels Tiefladern teilweise über die gleichen Landstraßen von Toulouse nach Biscarrosse transportiert wie Jahrzehnte später die A380 in umgekehrter Richtung.
Südwestlich des Latécoère-Werkes entstand ab 1940 die Flugbootbasis Hourtiquets, die heute in einem militärischen Sperrgebiet (siehe nächster Abschnitt) liegt. Während des Zweiten Weltkrieges nutzten diese die Seeaufklärungsgruppe 129 der Luftwaffe zwischen Sommer 1943 und 1944, sie war mit BV 222 und BV 138 ausgerüstet. In Biscarrosse erinnert ein Museum (Musée historique de l’hydraviation) an die Seefliegerei.

## Bevölkerungsentwicklung
| Jahr                       | 1962 | 1968 | 1975 | 1982 | 1990 | 1999 | 2006   | 2017   |
| Einwohner                  | 3048 | 7159 | 8058 | 8065 | 9054 | 9281 | 12.031 | 14.182 |
| Quellen: Cassini und INSEE |      |      |      |      |      |      |        |        |

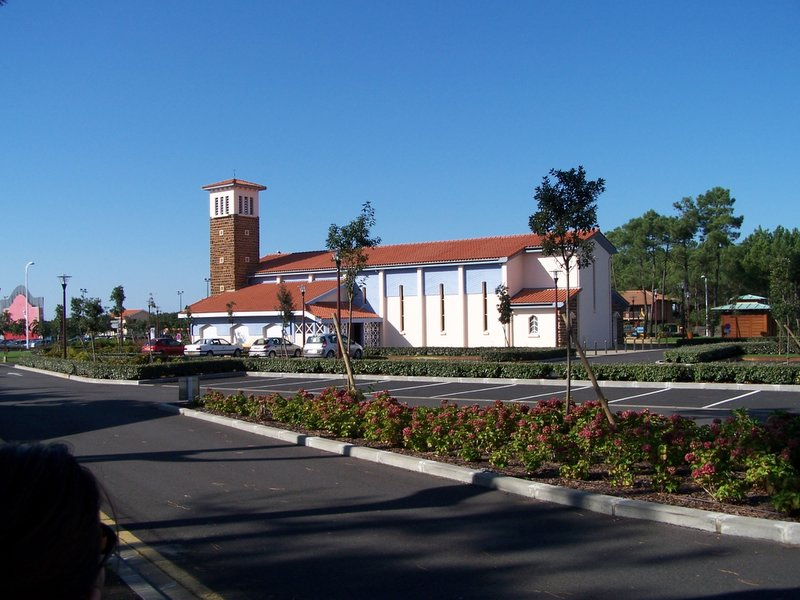
Kirche Sainte-Bernardette in Biscarosse Plage
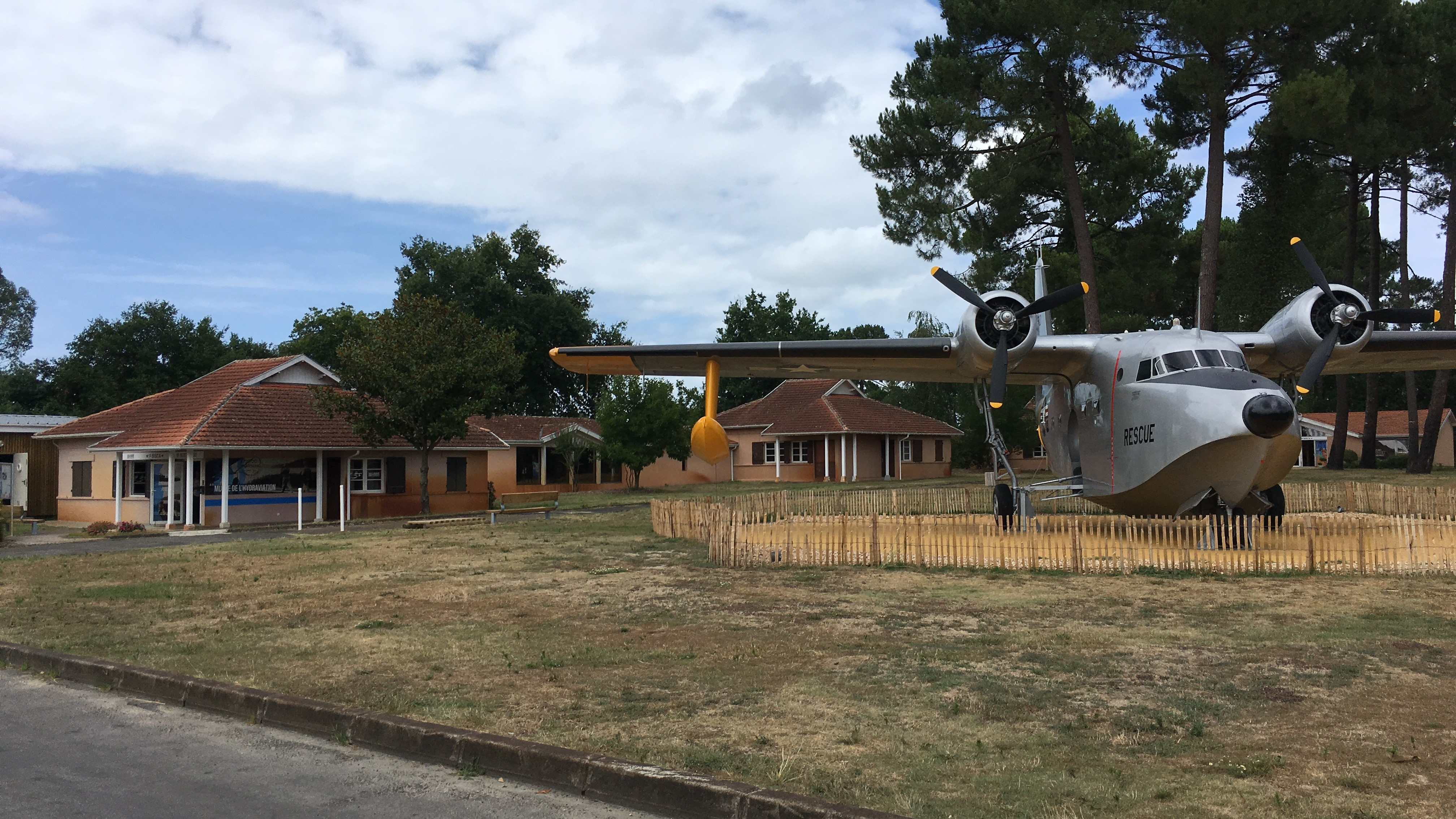
Musée historique de l’hydraviation
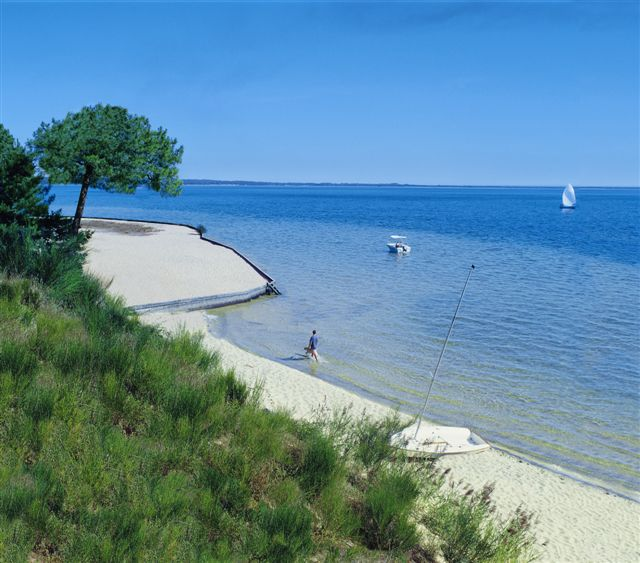
Strand am Étang de Biscarrosse et de Parentis

## Raketenabschussbasis
In der Nähe von Biscarrosse befindet sich bei 44°27' nördlicher Breite und 01°15' westlicher Länge das DGA Essais de missiles, ein Testgelände der französischen Streitkräfte für Raketen. Auch zivile Raketen zur Erforschung der Hochatmosphäre werden von dort aus gestartet. Am Nordrand des Sperrgebiets, direkt südlich von Biscarrosse Plage, liegt die Kaserne der 17e groupe d’artillerie der Landstreitkräfte.